# Homo sapiens arhaic

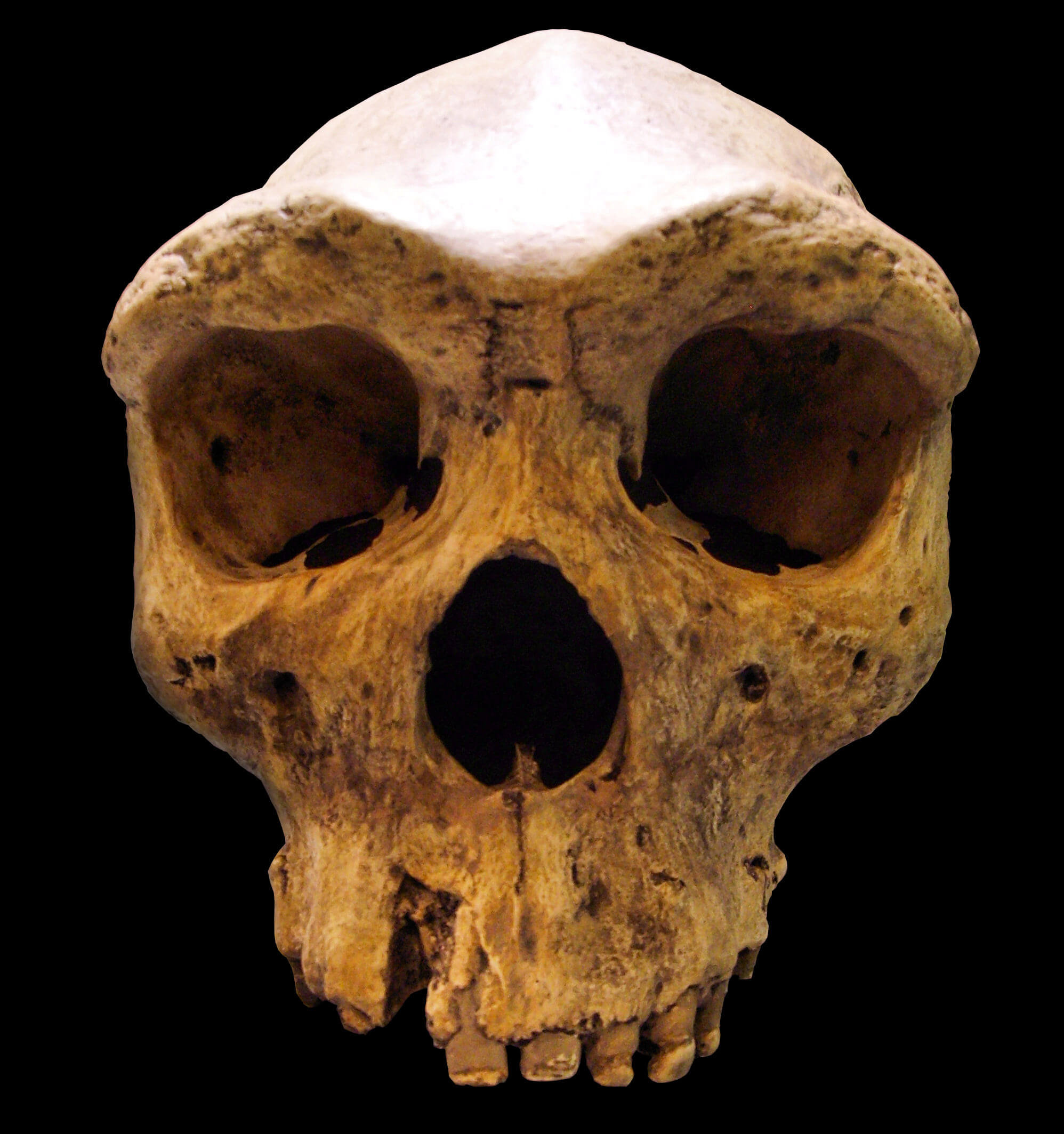
Craniu de Homo rhodesiensis datat a fi trăit între 300.000 și 125.000 ani în urmă.

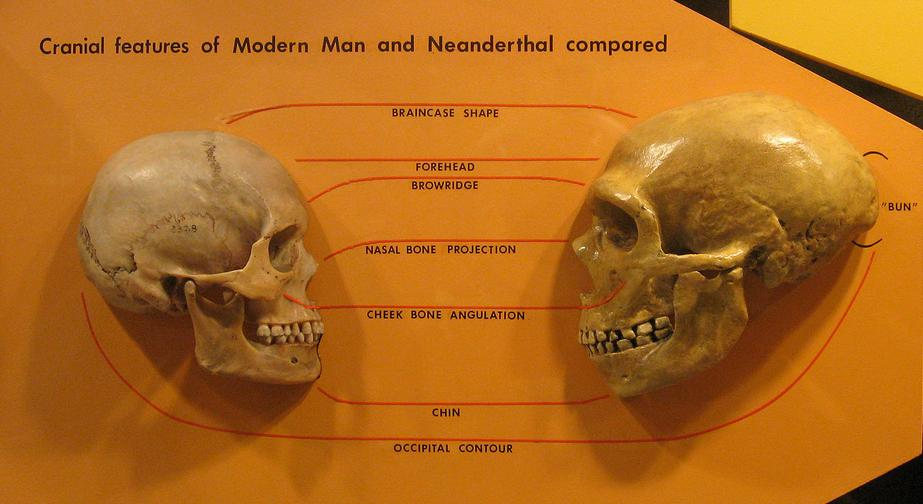
Comparaţie anatomică între craniile omului modern şi cel a unui exemplar de Homo neanderthalensis.

Specia Homo sapiens  cuprinde, după unii autori, o întreagă listă de subspecii arhaice de om (Homo), ce  contrastează cu oamenii moderni (subspecia  Homo sapiens sapiens), din perioada începând în urmă cu 500.000 de ani. Alți autori consideră aceste subspecii drept specii. Lista „umbrelă” a acestor specii arhaice  include Homo heidelbergensis, Homo rhodesiensis, Homo neanderthalensis și, uneori, Homo antecessor.. Astăzi, se crede că oamenii moderni ar fi evoluat din indivizii cuprinși în categoria Homo sapiens arhaic, care, la rândul lor, ar fi evoluat din Homo erectus. Varietățile cuprinse în grupul Homo sapiens arhaic sunt parte a speciei numită Homo sapiens întrucât mărimea creierului lor era foarte asemănătoare cu cea a oamenilor moderni. Mărimea creierului indivizilor Homo sapiens arhaic varia între 1.100 și 1.400 cm3, care coincide cu intervalul de variație al volumului creierului oamenilor moderni. 
Din punct de vedere fizic, grupul de subspecii ale speciei Homo sapiens numite generic homo sapiens arhaici se disting ușor față de oamenii moderni întrucât aveau un schelet mai masiv, cu oase mai grele, respectiv aveau un craniu format din oase mai groase și mai rezistente, arcade orbitale mai proeminente și o bărbie mai puțin pronunțată decât cea a oamenilor contemporani.

## Terminologie și definiții
Existența categoriei de "oameni arhaici"  este disputată, neexistând o unitate de vederi până în prezent. Există două categorii de păreri.
Potrivit unor cercetători, Homo sapiens reprezintă o specie care, la rândul ei, cuprinde  mai multe subspecii. Aceste subspecii includ atât formele arhaice de oameni, cât și pe omul modern. După aceste părei, oamenii moderni aparțin subspeciei Homo sapiens sapiens. Formele arhaice de oameni sunt reprezentate de: omul de Neanderthal (Homo sapiens neanderthalensis), omul din Heidelberg (Homo sapiens heidelbergensis). 
Alți taxonomiști nu consideră formele arhaice și moderne ca aparținând aceleiași specii, ci, mai degrabă, ca fiind specii diferite, în acest caz fiind utilizată taxonomia standard, ca de exemplu Homo rhodesiensis sau Homo neanderthalensis.
Frontierele între formele arhaice și moderne de Homo sapiens, pe de o parte, și între formele arhaice și Homo erectus, pe de altă parte, sunt incerte. Cele mai vechi fosile cunoscute aparținând omului anatomic modern, cum ar fi fosilele Omo de acum 195.000 de ani, Homo sapiens idaltu de acum 160.000 de ani și fosilele de la Qafzeh de acum 90.000 de ani sunt recunoscute ca aparținând oamenilor anatomic moderni. Totuși, aceste fosile precoce prezintă un amestec de trăsături arhaice și moderne, ca, de exemplu, arcadele supraorbitare moderate și nu proeminente ca la formele arhaice.

## Creșterea volumului creierului
Apariția oamenilor de tipul Homo sapiens arhaic este uneori utilizată ca exemplu de echilibru punctat, teorie emisă de Niles Eldredge și Stephen Jay Gould în 1972. Un astfel de echilibru are loc atunci când o anumită specie suferă evoluții biologice semnificative într-un scurt interval de timp. Ulterior, datorită neliniarității evoluției propusă de această teorie, specia poate evolua foarte puțin pentru o lungă perioadă de timp, până la următoarea punctuație.
Motivul esențial al folosirii teoriei echilibrului punctat este saltul extraordinar al volumului creierului, de la circa 900 cm3 la indivizii speciei Homo erectus până la circa 1.300 cm3, în cazul grupului Homo sapiens arhaic, volum al creierului care s-a menținut constant până la Homo sapiens sapiens.

## Originea limbajului articulat
Robin Dunbar consideră că Homo sapiens arhaic a fost primul hominid care a folosit limbajul. Bazându-se în analiza sa pe relația dintre mărimea creierului și mărimea grupului de hominide, el ajunge la concluzia, susținută de mărimea importantă a creierului la Homo sapiens arhaic, că aceștia trăiau, în mod necesar, în grupuri ce depășeau 120 de indivizi. Dunbar susține că nu ar fi fost posibil ca hominizii să trăiască în grupuri atât de mari fără să fi folosit limbajul, deoarece, în lipsa acestuia, nu ar fi existat o coeziune a grupului și acesta s-ar fi dezintegrat. Cimpanzeii, care nu au un limbaj articulat, trăiesc în grupuri mai mici, de până la 50 de indivizi.

## Fosile
- Sima de los Huesos
- Saldanha Man
- Altamura Man
- Kabwe Skull
- Steinheim Skull